# Locked In
Locked In är en amerikansk skräck och thrillerfilm som hade premiär på Netflix den 1 november 2023. Filmen är regisserad av Nour Wazzi, efter ett manus skrivet av Rowan Joffe.

## Handling
Filmen kretsar en välmenande sjuksköterska som försöker förstå hur skadorna hos en patient som ligger i koma uppkommit.

## Rollista (i urval)
- Famke Janssen – Katherina
- Anna Friel – sjuksköterskan Mackenzie
- Finn Cole – Jamie
- Rose Williams – Lina
- Alex Hassell – doktor Lawrence